# Хабіла Авусайман
Хабіла Авусайман (кит.: 哈比拉 阿吾萨衣满; нар. 1 червня 1998, повіт Дербільджин, область Тачен, Ілі-Казахська автономна область, Сіньцзян-Уйгурський автономний район) — китайський борець вільного стилю, срібний призер чемпіонату Азії, бронзовий призер Азійських ігор, учасник Олімпійських ігор.

## Життєпис
Почав займатися спортом у віці 13 років.

## Спортивні результати на міжнародних змаганнях

### Виступи на Олімпіадах
| Змагання                    | Збірна | Вагова категорія          | Місце |
| --------------------------- | ------ | ------------------------- | ----- |
| Літні Олімпійські ігри 2024 | Китай  | вільна боротьба, до 97 кг | 11    |

### Виступи на Чемпіонатах світу
| Змагання                        | Збірна | Вагова категорія          | Місце |
| ------------------------------- | ------ | ------------------------- | ----- |
| Чемпіонат світу з боротьби 2023 | КНР    | вільна боротьба, до 97 кг | 26    |

### Виступи на Чемпіонатах Азії
| Змагання                       | Збірна | Вагова категорія          | Місце  |
| ------------------------------ | ------ | ------------------------- | ------ |
| Чемпіонат Азії з боротьби 2023 | КНР    | вільна боротьба, до 97 кг | Срібло |

### Виступи на Азійських іграх
| Змагання           | Збірна | Вагова категорія          | Місце  |
| ------------------ | ------ | ------------------------- | ------ |
| Азійські ігри 2022 | КНР    | вільна боротьба, до 97 кг | Бронза |

### Виступи на інших змаганнях
| Змагання                                                      | Збірна | Вагова категорія          | Місце  |
| ------------------------------------------------------------- | ------ | ------------------------- | ------ |
| Клубний чемпіонат світу з боротьби 2019                       | КНР    | команда                   | 4      |
| Олімпійський кваліфікаційний турнір з боротьби 2020 (Алмати)  | КНР    | вільна боротьба, до 97 кг | 10     |
| Меморіал Іона Корнеану і Ладислава Сімона 2022                | КНР    | вільна боротьба, до 97 кг | 5      |
| Відкритий чемпіонат Загреба з боротьби 2023                   | КНР    | вільна боротьба, до 97 кг | Бронза |
| Турнір Ібрагіма Мустафи 2023                                  | КНР    | вільна боротьба, до 97 кг | 12     |
| Турнір К. У. Кожомкула і Р. Санатбаєва 2023                   | КНР    | вільна боротьба, до 97 кг | Срібло |
| Меморіал Імре Поляка та Яноша Варги 2023                      | КНР    | вільна боротьба, до 97 кг | 12     |
| Міжнародний турнір Дінмухамеда Кунаєва 2023                   | КНР    | вільна боротьба, до 97 кг | Золото |
| Відкритий чемпіонат Загреба з боротьби 2024                   | КНР    | вільна боротьба, до 97 кг | 15     |
| Олімпійський кваліфікаційний турнір з боротьби 2024 (Бішкек)  | КНР    | вільна боротьба, до 97 кг | Бронза |
| Олімпійський кваліфікаційний турнір з боротьби 2024 (Стамбул) | КНР    | вільна боротьба, до 97 кг | Бронза |

### Виступи на змаганнях молодших вікових груп
| Змагання                                      | Збірна | Вагова категорія          | Місце |
| --------------------------------------------- | ------ | ------------------------- | ----- |
| Чемпіонат Азії з боротьби серед юніорів 2017  | КНР    | вільна боротьба, до 84 кг | 11    |
| Чемпіонат Азії з боротьби серед юніорів 2018  | КНР    | вільна боротьба, до 92 кг | 4     |
| Чемпіонат світу з боротьби серед юніорів 2018 | КНР    | вільна боротьба, до 92 кг | 19    |